# Asha Greyjoy
Asha Greyjoy es un personaje ficticio de la saga Canción de hielo y fuego. Es representada como la hija de Balon Greyjoy, Señor de las Islas del Hierro. Fue criada por este para ser su heredera, de forma que Asha desarrolló una personalidad varonil, llegando a capitanear su propio buque. 
Su primera aparición es en la obra Choque de reyes, donde aparece como un personaje secundario. Ya en las obras Festín de cuervos y Danza de dragones es uno de los personajes principales, contando con capítulos desde su punto de vista, donde se postula para hacerse con el Trono de Piedramar.
En la adaptación televisiva de HBO, Game of Thrones, al personaje de Asha se le cambia el nombre por el de Yara Greyjoy para evitar confusiones con el personaje de Osha. El personaje de Yara es interpretada por la actriz Gemma Whelan.

## Concepción y diseño
Asha es representada como la única hija de Lord Balon Greyjoy. Debido a que este se había quedado sin herederos varones (sus dos hijos mayores murieron durante la Rebelión Greyjoy y su tercer hijo fue tomado como pupilo por los Stark) Asha fue criada para ser su sucesora. Asha es representada como una joven audaz, de fuerte personalidad, ingenio rápido y carácter desafiante. Como algo inusual entre los Hombres del Hierro, Asha llegó a ser capitana de su propio barcoluengo, ganándose el respeto de sus compatriotas.
Físicamente, Asha es descrita en la obra como una joven esbelta, de cabello oscuro típico de los Greyjoy, con una sonrisa pícara y provocadora. Su piel está curtida por el viento y sus manos por el agua del mar.

## Historia
Pocos datos se proporcionan en la obra sobre la niñez de Asha, excepto lo que relata el personaje de Theon Greyjoy en uno de sus capítulos en el libro Choque de reyes, donde define a Asha como un «niño gordo» feo de mal carácter.
Siendo una niña cuando se produjeron los sucesos de la Rebelión Greyjoy, antes de los sucesos de la saga, Asha fue la única hija que permaneció junto a Balon Greyjoy (sus dos hijos mayores habían muerto en el conflicto, y su otro hijo, Theon, fue llevado como rehén de la Casa Stark). Ante la falta de varones, Balon decidió criar a Asha como su heredera.
Si bien criada por Balon, Asha prefería pasar el tiempo en Diez Torres, bastión de la Casa Harlaw y de lord Rodrik Harlaw, su tío materno. Asha se convirtió desde joven en una marinera avezada, capitaneando su propio barcoluengo, Viento Negro, algo insólito entre los hijos del hierro, ganándose el respeto de sus hombres y compatriotas por su fiereza, ingenio y destreza.

### Choque de reyes
La primera aparición de Asha en la obra llega cuando Theon desembarca en Pyke para hablar con su padre enviado por Robb Stark. Asha se hace pasar por «Esgred», la esposa de un carpintero de Pyke, con la intención de descubrir cómo es su hermano pequeño al que no veía desde que era un niño. Asha coquetea con Theon y le hace gracia la personalidad arrogante e ingenua de su hermano. Al llegar a Pyke, Asha revela su verdadera identidad para enojo de Theon. Ella comienza a reírse de él frente a su padre y sus tíos, creyéndolo débil y burlándose de su condición de «heredero» de Lord Balon. Su padre incluso defiende que Asha es una auténtica Hija del Hierro, pues capitanea su propio barcoluengo y se ha curtido en la mar en numerosos saqueos y ataques.
Lord Balon decide invadir el Norte y pone a Asha al mando de 30 barcoluengos con la misión de atacar Bosquespeso, el bastión de la Casa Glover. Eso desata la envidia de Theon que únicamente es puesto al mando de una minúscula flota con la que atacar la Costa Pedregosa. Asha logra conquistar Bosquespeso aprovechando que apenas se hallaba defendida. 
Al enterarse de que Theon ha tomado Invernalia, Asha se reúne con él, burlándose de su «hazaña» de capturar un bastión apenas defendido y derrotar a dos niños, uno de ellos tullido. Theon le pide hombres con los que defender Invernalia, pero Asha se niega, argumentando que Invernalia está demasiado lejos del mar como para poder ser defendida exitosamente. Asha se marcha, pidiéndole a su hermano que abandone el bastión cuando antes.

### Festín de cuervos
Durante la anterior obra de la saga, Tormenta de espadas, Balon Greyjoy fallece de forma repentina. Aeron Greyjoy, tío de Asha y sacerdote del Dios Ahogado, convoca una asamblea de sucesión para elegir al nuevo Rey de las Islas del Hierro.
Al enterarse de la muerte de su padre, Asha decide abandonar Bosquespeso y regresar a las Islas del Hierro para reclamar el Trono de Piedramar como única heredera viva de Balon (Theon se cree que ha fallecido en el saqueo de Invernalia). Nada más llegar, Asha se reúne con tío lord Rodrik Harlaw, el hombre en quien más confianza posee, que le recomienda que no se presente en la asamblea y a cambio la nombrará su heredera, pero Asha rechaza su propuesta.
Asha se reúne con su tío Aeron para anunciarle sus intenciones, pero él no desea apoyarla, afirmando que una mujer no es apta para reinar sobre los hijos del hierro. Posteriormente, Asha se reúne con su tío Victarion, que también se postula para rey. Victarion le informa de que Euron, su tío, ha regresado y también se presentará en la asamblea. Asha le propone a su tío que se casen y así apoyará su pretensión al trono, siempre y cuando le conceda una cierta «independencia»; Victarion rechaza su oferta, argumentando que no le deberá el trono a una mujer.
En la asamblea que se convoca para decidir el sucesor, Asha es la primera en hablar; propone renunciar a la conquista del Norte, creyendo que nunca podrían conservar ese territorio. Victarion es el siguiente, quien propone todo lo contrario que Asha. Los partidarios de ambos candidatos comienzan a discutir y pelear, hasta que Euron interviene. Euron les promete conquistar todos los Siete Reinos empleando el Cuerno del Dragón, con el que dominar a los dragones de Daenerys Targaryen. Los capitanes terminan por aclamar a Euron, que es proclamado nuevo Rey de las Islas del Hierro.

### Danza de dragones
Asha se halla en Diez Torres, el bastión de la Casa Harlaw y de su tío Lord Rodrik. Allí se entera de que su tío Euron la ha casado con Erik, al que llaman Erik Destrozayunques. Asha sabe que Euron ha hecho esto para evitar que pueda ofrecer su mano a otro señor de las Islas del Hierro y conseguir su apoyo. Queriendo alejarse de las garras de su tío y de sus partidarios, Asha regresa a Bosquespeso junto a sus hombres.
En Bosquespeso, Asha y sus hombres aguardan un posible ataque de la Casa Bolton o de Stannis Baratheon. También se descubre que Asha es la amante de uno de sus hombres, Qarl la Doncella.
Finalmente, los hombres de Stannis atacan en mitad de la noche. Asha es capturada cuando trataba de regresar a los barcoluengos. Tomada cautiva, Asha permanece con el ejército de Stannis que parte rumbo a Invernalia. Por el camino, muchos de los hombres de Stannis empiezan a hablar de sacrificarla para R'hllor. En cierto momento, un enviado del Banco de Hierro de Braavos llamado Tycho Nestoris se encuentra con ellos; con él viaja Theon, aunque debido a su aspecto Asha no lo reconoce, aunque él a ella sí.

## Adaptación televisiva

### Segunda temporada
Yara Greyjoy debuta en el episodio The Night Lands, haciéndose pasar por plebeya para recibir a su hermano Theon (Alfie Allen) y conducirlo hasta Pyke; a Yara le divierte la actitud arrogante y provocadora de Theon.
En Pyke, Yara conmociona a su hermano revelando su verdadera identidad. Yara es testigo de cómo su padre, lord Balon Greyjoy (Patrick Malahide), desprecia a Theon considerándolo débil. Lord Balon, que ha decidido invadir el Norte, le encarga a Yara que ataque Bosquespeso, el bastión de la Casa Glover.
Yara reaparece en el episodio El fantasma de Harrenhal, cuando se entera de que su hermano ha tomado Invernalia por su propia cuenta. Theon la convoca a Invernalia para solicitarle tropas con las que conservar la fortaleza; sin embargo, Yara se burla de las intenciones de Theon, afirmando que los Hijos del Hierro carecen de efectivos para mantenerla. Theon, que ha asesinado a los pequeños Bran y Rickon Stark, se niega a dejar Invernalia. Posteriormente, Theon es traicionado y capturado, mientras que Invernalia es entregada a la Casa Bolton.

### Tercera temporada
Yara y su padre lord Balon no reaparecen hasta el último episodio de la tercera temporada, tras los acontecimientos de la Boda Roja. Ramsay Nieve (Iwan Rheon), que mantiene cautivo a Theon, envía un mensaje a Pyke, junto con los genitales amputados de Theon. Ramsay demanda que todos los Hijos del Hierro abandonen el Norte, de lo contrario, amenaza con seguir torturando a Theon. Lord Balon no está dispuesto a abandonar su pretensión de controlar el Norte y se despreocupa de lo que pueda ocurrirle a Theon, afirmando que ya no es un «hombre». Desobedeciendo sus órdenes, Yara decide conducir a 50 de sus hombres en una operación para rescatar a Theon.

### Cuarta temporada
Yara hace una única aparición en la cuarta temporada, en el episodio Leyes de dioses y hombres.
Empleando barcoluengos, Yara y sus hombres remontan el río para llegar hasta Fuerte Terror, el bastión de la Casa Bolton. Logran infiltrarse hasta el lugar donde Theon está cautivo, sin embargo, este rehúsa marcharse con ellos. Ramsay, enterado de su llegada, les confronta con sus hombres, desatándose una refriega. Ante esta situación, Yara y los demás supervivientes huyen, pues Yara afirma que «su hermano está muerto».

### Sexta temporada
El personaje de Yara no reaparece hasta dos temporadas después, donde cuenta con una mayor relevancia y presencia en la historia.
En el segundo episodio, Yara se halla en Pyke, donde recibe las noticias de que los Glover han recuperado Bosquespeso. Yara confronta a su padre, afirmando que el Norte es una causa perdida, pero lord Balon se niega a abandonar sus aspiraciones de controlar el Norte. Poco después, Balon es asesinado en la propia Pyke a manos de su hermano, Euron Greyjoy (Pilou Asbæk).
Inmediatamente tras la muerte de Balon, Theon regresa a Pyke, donde se encuentra con su hermana. Yara lo acusa de instigar la muerte de Balon, sin embargo, Theon afirma que no tiene ninguna intención de aspirar al trono.
Tras la muerte de Balon se produce una asamblea para decidir quién será el nuevo rey de las Islas del Hierro. Yara es la primera en postularse, recibiendo el respaldo de Theon. En ese momento, Euron hace acto de presencia, siendo el siguiente en postularse para el trono. Euron confiesa haber asesinado a Balon, afirmando que había sido un mal rey, criticando tanto la política de actuación de Yara como de Theon. Finalmente, revela cuáles son sus auténticos planes: acudir a Meereen para reunirse con Daenerys Targaryen (Emilia Clarke) y ofrecerle su mano y la Flota de Hierro para que reconquiste los Siete Reinos; Euron es aclamado como rey.
Nada más ser coronado rey, Euron ordena la muerte de sus sobrinos, sin embargo, estos ya han escapado con parte de la Flota de Hierro y sus hombres leales. En el capítulo The Broken Man se revela que se hallan en Volantis y planean acudir a Meereen, donde intentarán adelantarse a Euron y obtener el apoyo de Daenerys para conseguir el Trono de Piedramar.
En el penúltimo episodio, Yara y sus hombres llegan a Meereen, donde son recibidos por la reina Daenerys; Yara ofrece su flota a cambio de su apoyo para derrocar a su tío Euron. Daenerys decide aceptar la oferta de los Greyjoy, con la contrapartida de que los Hijos del Hierro limiten sus rapiñas y saqueos fuera del territorio de Poniente, lo que Yara a regañadientes acepta. En el último episodio se observa cómo la Flota de Hierro forma parte de la inmensa flota Targaryen que parte rumbo a Poniente.

### Séptima temporada
Yara llega a Rocadragón junto al resto del ejército de Daenerys. Yara se encuentra entre los partidarios de atacar Desembarco del Rey cuanto antes. Daenerys decide que la Flota de Hierro de Yara se una a la flota dorniense de Ellaria Arena (Indira Varma) y juntas bloqueen desde el sur la Bahía del Aguasnegras.
La flota de Daenerys se halla varada bloqueando la bahía, justo cuando es atacada por sorpresa por la Flota de Hierro de Euron. Fruto del ataque sorpresa, la flota combinada es neutralizada rápidamente, mientras Yara combate cuerpo a cuerpo con Euron, el cual termina inmovilizándola. Viendo a su hermana cautiva, Theon escapa arrojándose por la borda.
Euron Greyjoy es aclamado por su victoria en las calles de Desembarco del Rey, donde presenta como sus prisioneras a Yara, Ellaria Arena y su hija Tyene. Mientras que Ellaria y Tyene son entregadas a la reina Cersei Lannister (Lena Headey), Yara permanece cautiva de Euron para asegurarse el buen comportamiento de todos sus partidarios.
En el último episodio, Theon consigue reclutar un grupo de seguidores con los que acudir a rescatar a su hermana.